# Drill (EP)
Drill és l'extended play de debut de la banda britànica Radiohead. Fou publicat el 12 de maig de 1992 com a primer treball comercial llançat pel grup.
Totes les cançons són versions demo enregistrades al Courtyard Studio d'Oxon, Anglaterra. Chris Hufford es va encarregar de la producció i l'enginyeria, mentre Timm Baldwin de la remescla. Inicialment, el grup encara s'anomenava On a Friday, però abans de publicar l'EP ja s'havien canviat el nom a Radiohead. Les cançons "Prove Yourself", "Thinking About You" i "You" es van regravar pel primer àlbum d'estudi, Pablo Honey, el 1993. "Prove Yourself" fou emesa per BBC Radio 1, representant així la primera exposició radiofònica del grup al Regne Unit.

## Llista de cançons
| Núm.          | Títol                       | Durada |
| ------------- | --------------------------- | ------ |
| 1.            | «Prove Yourself» (demo)     | 2:32   |
| 2.            | «Stupid Car» (demo)         | 2:25   |
| 3.            | «You» (demo)                | 3:22   |
| 4.            | «Thinking About You» (demo) | 2:17   |
| Durada total: | Durada total:               | 10:33  |